# Вовк, Любовь Иосифовна
Любовь Иосифовна Вовк — бригадир фасовщиков Львовского химико-фармацевтического завода Министерства медицинской промышленности СССР, Герой Социалистического Труда (26.05.1977).
Родилась 28.07.1933, девичья фамилия Крушельницкая.
С 1954 г. работала на Львовском химико-фармацевтическом заводе: фасовщица, бригадир фасовщиков, мастер таблетно-фасовочного цеха.
С 1958 г. возглавляла комсомольско-молодежную бригаду коммунистического труда, была председателем совета наставников. Работала под лозунгом «Пятилетку — за 4 года!».
Герой Социалистического Труда (26.05.1977). Награждена орденами Трудового Красного Знамени и «Знак Почёта».
Член КПСС, делегат XXV съезда КПСС (1981).
По состоянию на 2016 год жила в Львове, ул. Петра Панча.